# Candida dubliniensis
Candida dubliniensis D.J. Sullivan, Western., K.A. Haynes, Dés.E. Benn. & D.C. Coleman – gatunek mikroskopijnych grzybów zaliczany do drożdży.

## Systematyka i nazewnictwo
Pozycja w klasyfikacji według Index Fungorum:
Candida, Incertae sedis, Saccharomycetales, Saccharomycetidae, Saccharomycetes, Ascomycota, Fungi.

## Charakterystyka
Gatunek kosmopolityczny (występujący na całym świecie), również w Polsce. Po raz pierwszy opisano go w 1995 r., dawniej nie był odróżniany od Candida albicans, z którym jest blisko spokrewniony.
Kolonie C. dubliniensis dobrze rosną w temperaturach 30 i 37 °C na podłożach hodowlanych rutynowo stosowanych do hodowli gatunków Candida. Na podłożach stałych, takich jak agar Sabourauda lub agar z dekstrozą ziemniaczaną (PDA), mają kremowo-biały kolor, podobny do tych tworzonych przez Candida albicans, jednakże, w przeciwieństwie do C. albicans, izolaty C. dubliniensis rosną słabo lub wcale w temperaturze 42 °C. Istotną różnicą pomiędzy C. albicans i C. dubliniensis jest niezdolność tego ostatniego do ekspresji aktywności β-glukozydazy. Cecha ta stanowi podstawę wiarygodnego testu umożliwiającego rozróżnienie tych dwóch gatunków.
C. dubliniensis czasami jest u ludzi grzybem chorobotwórczym, wywołuje m.in. kandydozę jamy ustnej. Wyizolowano go z jamy ustnej osób zakażonych wirusem HIV i w pochwach kobiet chorych na zapalenie pochwy. Jama ustna jest naturalną niszą ekologiczną dla tego gatunku, chociaż jest możliwe, że występuje on także w innych miejscach w organizmie i może występować także u różnych zwierząt. Normalnie nie jest chorobotwórczy, ale gdy ilość limfocytów T jest zmniejszona (jak u osób zakażonych wirusem HIV i AIDS), może stać się patogeniczny. C. dubliniensis wyizolowano także z ust 18% pacjentów chorych na cukrzycę i stosujących insulinę.